# Murowanka (gmina Sużany)
Murowanka (lit. Mūrinė) – kolonia na Litwie, w okręgu wileńskim, w rejonie wileńskim, w gminie Sużany.

## Historia
Pod zaborami zaścianek rządowy; w II Rzeczypospolitej wieś i zaścianek. W XIX i w początkach XX w. położona była w Rosji, w guberni wileńskiej, w powiecie wileńskim, w gminie Niemenczyn. Po I wojnie światowej pod administracją polską, w Zarządzie Cywilnym Ziem Wschodnich. W latach 1920–1922 w składzie Litwy Środkowej.
Od 11 kwietnia 1922 leżała w Polsce, w województwie wileńskim, w powiecie wileńsko-trockim, w gminie Niemenczyn. W 1931 miejscowość liczyła:
- wieś – 32 mieszkańców, zamieszkałych w 5 budynkach,
- zaścianek – 14 mieszkańców, zamieszkałych w 3 budynkach[3].

Po II wojnie światowej znalazła się w granicach Związku Sowieckiego, a po jego rozpadzie w granicach niepodległej Litwy.